# St.-Anna-Kapelle (Amden)

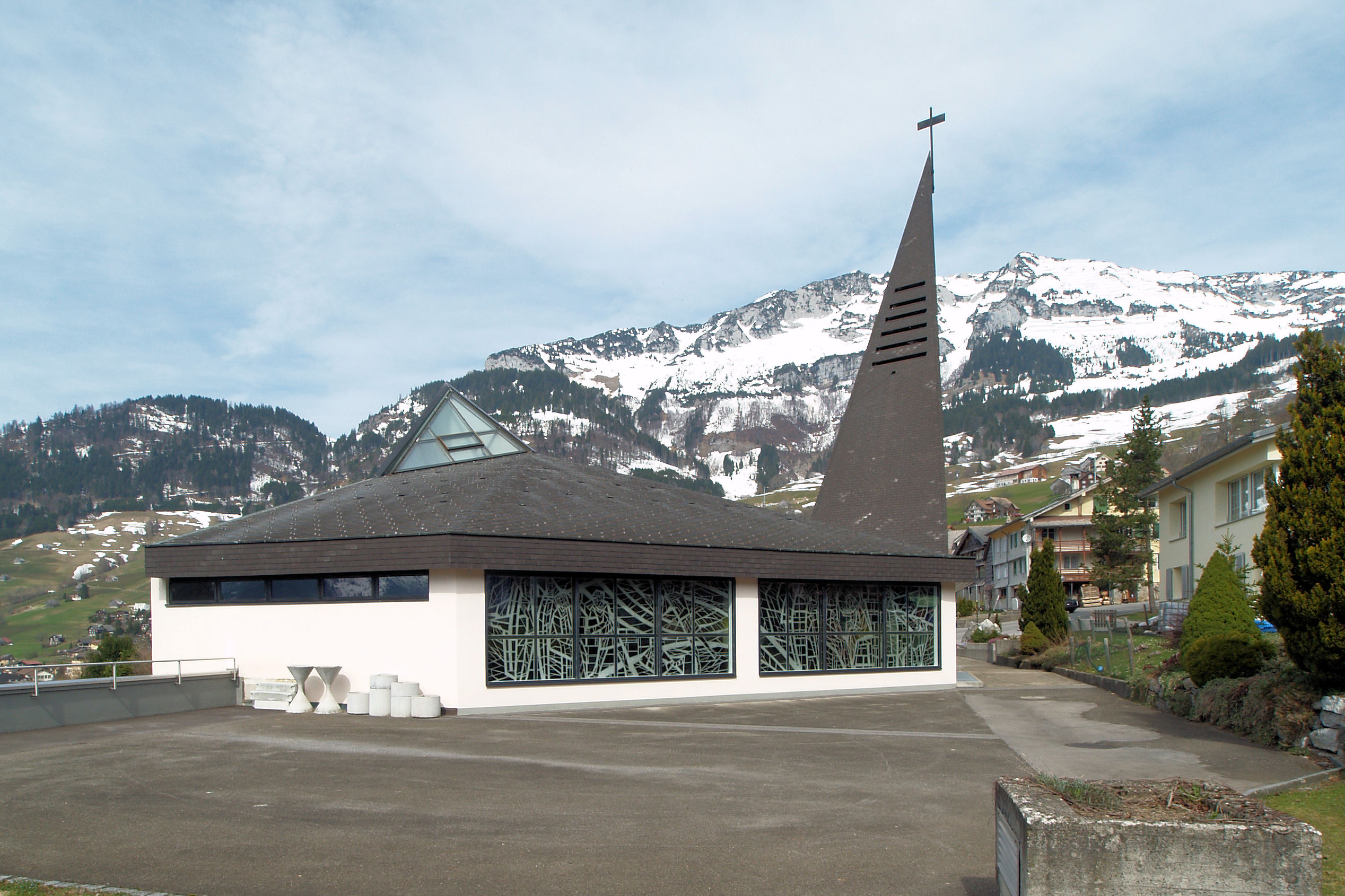
Die St.-Anna-Kapelle

Die St.-Anna-Kapelle ist eine Kapelle im Ortsteil Vorderberg der St. Galler Gemeinde Amden. Die heutige Kapelle von 1971 ist die dritte Kapelle mit diesem Namen im Ort.

## Geschichte
Die erste Kapelle wurde zwischen 1603 und 1605 erbaut. Sie wurde von Marx Gmür, Martin und Hans Büsser, alle wohnhaft auf dem Rietli, gegründet. Der Grund (Hofstatt) wurde von Jakob Böni und Lienhard Gmür gespendet. Der Schild und die Fenster wurden von Peter Gmür und Margaretha Büsser gestiftet. Die drei Statuen waren Stiftungen von Hans Hefti, Susanna Gmür und Bastian Büsser, das grosse Kruzifix wurde von Melcher Spiller gestiftet. Die beiden Glocken wurden 1606 von Petter VII. Füssli (1575–1629) gegossen, an den Kosten für die Glocken beteiligte sich Lienhard Gmür mit 79 Kronen.
Der Churer Bischof Johannes V. Flugi weihte am 18. Juni 1607 die Kapelle zu Ehren der heiligen Anna ein. Der Choraltar wurde zu Ehren der Heiligen Anna, Joachim und der Jungfrau Maria, der rechtsseitige Altar zu Ehren der Heiligen Martin, Jakobus des Älteren und Gallus, und der linksseitige Altar zu Ehren der vier Evangelisten geweiht. Bei der Visitation 1639 wurden die schlechten Fenster und die unverschlossene Türe bemängelt. Im Jahr 1652 stiftete das Stift Schänis einen Altar zu Ehren der heiligen Gaudentia.
Im Jahr 1755 wurde die Kapelle durch Johann Jakob zerlegt und von Josef Beck ausgebessert.
1761 wurde ein neuer Hochaltar eingebaut, dieser wurde von Josef Müller und Martin Künzli erstellt, wobei die Statuen Annas, Jörgs und Marx’ erhalten blieben. 1783 wurde eine Kaplaneipfründe gestiftet. Zwischen 1815 und 1816 baute man die Sakristei um, der Eingang wurde 1844 auf die Schmalseite verlegt. Die beiden Glocken zersprangen 1879 so, dass 1890 von Jakob Keller zwei neue Glocken gegossen werden mussten. 1883 wurde ein Umbauplan von Karl Reichlin eingereicht, der keine Zustimmung fand, man genehmigte erst 1891 ein Neubauprojekt nach den Plänen von Robert Rister. Die Initiative für den Neubau kam von Pfarrer Künzle (Kräuterpfarrer von Landquart). Die Bauleitung für den Neubau hatte Giovanni Vittori. Die Kapelle wurde 1933/34 renoviert, später wurde sie abgebrochen und 1971 durch einen Neubau ersetzt.
An ihrer alten Stelle wurde ein Parkplatz erstellt, während sich die neue Kapelle südlich davon befindet. In die neue Kapelle wurde auch ein Kindergarten integriert. Der Kindergarten befindet sich im Untergeschoss des Bauwerkes, wobei durch die Hanglage von Süden her gesehen dieses Untergeschoss als Erdgeschoss erscheint.

## Bauwerke

### Erste Kapelle
Die nach Süden gerichtete Kapelle besass einen Rechtecksaal mit eingezogenem Chor, über dem Chor befand sich ein offener Dachreiter.

### Zweite Kapelle
Die nach Osten ausgerichtete Kapelle war im neuromanischen Stil gehalten. Das vierjochige Schiff besass polygonale Apsiden, die ein Querschiff andeuteten. Am eingezogenen Polygonchor war im Chorscheitel die apsidiale Sakristei angebaut. Der an der nördlichen Chorflanke angebaute Turm war von einem Pyramidenhelm über Wimpergen bekrönt. Die Kapelle wurde 1970 abgebrochen.

### Dritte Kapelle
Die im modernen Stil erbaute Kapelle besitzt Glasfenster von Christoph Stooss.